# Lancelot Bosanquet
Lancelot Stephen Bosanquet (* 26. Dezember 1903 in St. Stephen’s-by-Saltash, Cornwall; † 10. Januar 1984 in Cambridge) war ein britischer Mathematiker.

## Leben
Bosanquet war der Sohn eines Geistlichen. Er studierte an der Universität Oxford (Balliol College), an der er 1929 bei Godfrey Harold Hardy promoviert wurde (D. Phil.). 1935 erhielt er einen D. Sc. 1929 wurde er Lecturer am University College London, 1936 Reader und 1966 Professor. 1971 emeritierte er und zog nach Cambridge.
1964/65 war er an der University of Utah und 1969/70 an der University of Western Ontario.
Als Mathematiker befasste er sich mit Reihensummationen, z. B. divergenten Reihen, Konvergenz und Summierbarkeit von Dirichletreihen und Fourierreihen, Integralen wie dem Laplace-Stieltjes-Integral sowie Tauber Sätzen, Konvexitätssätzen, Mittelwertsätzen und Ungleichungen.
1947 bis 1951 war er Sekretär der London Mathematical Society und 1950 bis 1954 deren Vizepräsident. 1951 bis 1955 war er Herausgeber des Journal of the London Mathematical Society.
Er war Mitherausgeber der Gesammelten Werke von Hardy.
Zu seinen Doktoranden gehören David Borwein, Claude Rogers, Cyril Offord, Mohammed Mehdi und Winfried Sargent.